# Cassipourea swaziensis
Cassipourea swaziensis là một loài thực vật có hoa trong họ Rhizophoraceae. Loài này được Compton mô tả khoa học đầu tiên năm 1967.